# Matucana madisoniorum

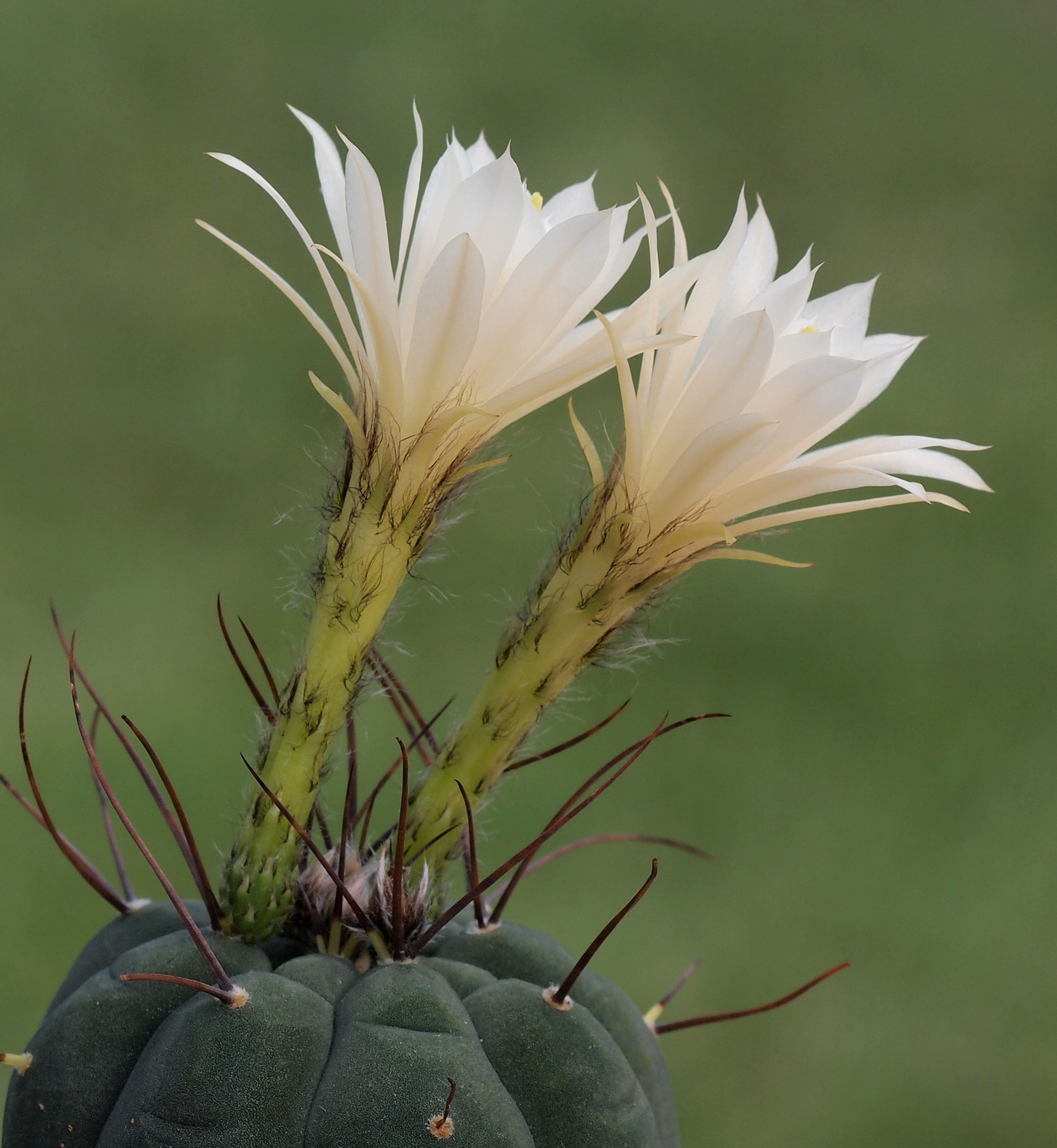
Weißblütige Form von Matucana madisoniorum

Matucana madisoniorum ist eine Pflanzenart in der Gattung Matucana aus der Familie der Kakteengewächse (Cactaceae). Das Artepitheton madisoniorum ehrt den US-amerikanischen Rechtsanwalt Marshall Pierce Madison (1895–1977), seine Frau Elena Eyre Madison sowie den Madison Fund in San Francisco für die Unterstützung des botanischen Gartens der University of California.

## Beschreibung
Matucana madisoniorum wächst meist einzeln und nur selten sprossend mit abgeflacht kugelförmigen bis breit säulenförmigen, trüb graugrünen Trieben und erreicht bei Durchmessern von 10 Zentimetern Wuchshöhen von bis zu 15 Zentimeter. Es sind sieben bis zwölf flache und breite, quer gefurchte Rippen vorhanden. Die bis zu fünf schwärzlich braunen, gebogenen, biegsamen und leicht abfallenden Dornen, die auch fehlen können, vergrauen im Alter. Sie sind bis zu 3 Zentimeter lang.
Die schmal trichterförmige, nur wenig schiefsaumigen, orangeroten Blüten sind 8 bis 10 Zentimeter lang und weisen einen Durchmesser von 4 bis 5,5 Zentimeter auf. Die kugelförmigen, behaarten Früchte erreichen einen Durchmesser von bis zu 2 Zentimeter.

## Verbreitung, Systematik und Gefährdung
Matucana madisoniorum ist in der peruanischen Region Amazonas nordöstlich der Stadt Bagua im Tal des Río Marañón in Höhenlagen von 400 bis 1000 Metern verbreitet.
Die Erstbeschreibung als Borzicactus madisoniorum erfolgte 1963 durch Paul Clifford Hutchison. Gordon Douglas Rowley stellte die Art 1973 in die Gattung Matucana. Weitere nomenklatorische Synonyme sind Submatucana madisoniorum (Hutchison) Backeb. (1966), Loxanthocereus madisoniorum (Hutchison) Buxb. (1974), Eomatucana madisoniorum (Hutchison) F.Ritter (1981) und Anhaloniopsis madisoniorum (Hutchison) Mottram (2014).
In der Roten Liste gefährdeter Arten der IUCN wird die Art als „Critically Endangered (CR)“, d. h. als vom Aussterben bedroht geführt.

## Nachweise